# 翟灝 (嘉義縣知縣)
翟灝（？—？），字笠山，清朝官員，山東淄川人。增貢出身。

## 生平
翟灝於1795年（乾隆六十年）接替程文炘，兩度於台灣台北地區擔任台灣府淡水廳新莊縣丞一職。嘉慶年間曾任嘉義縣知縣。
在臺十三年間（1793-1805）完成《臺陽筆記》一書，含短文十四篇、五言絕句八首及閩海見聞錄十四則。